# Kannenfeldpark

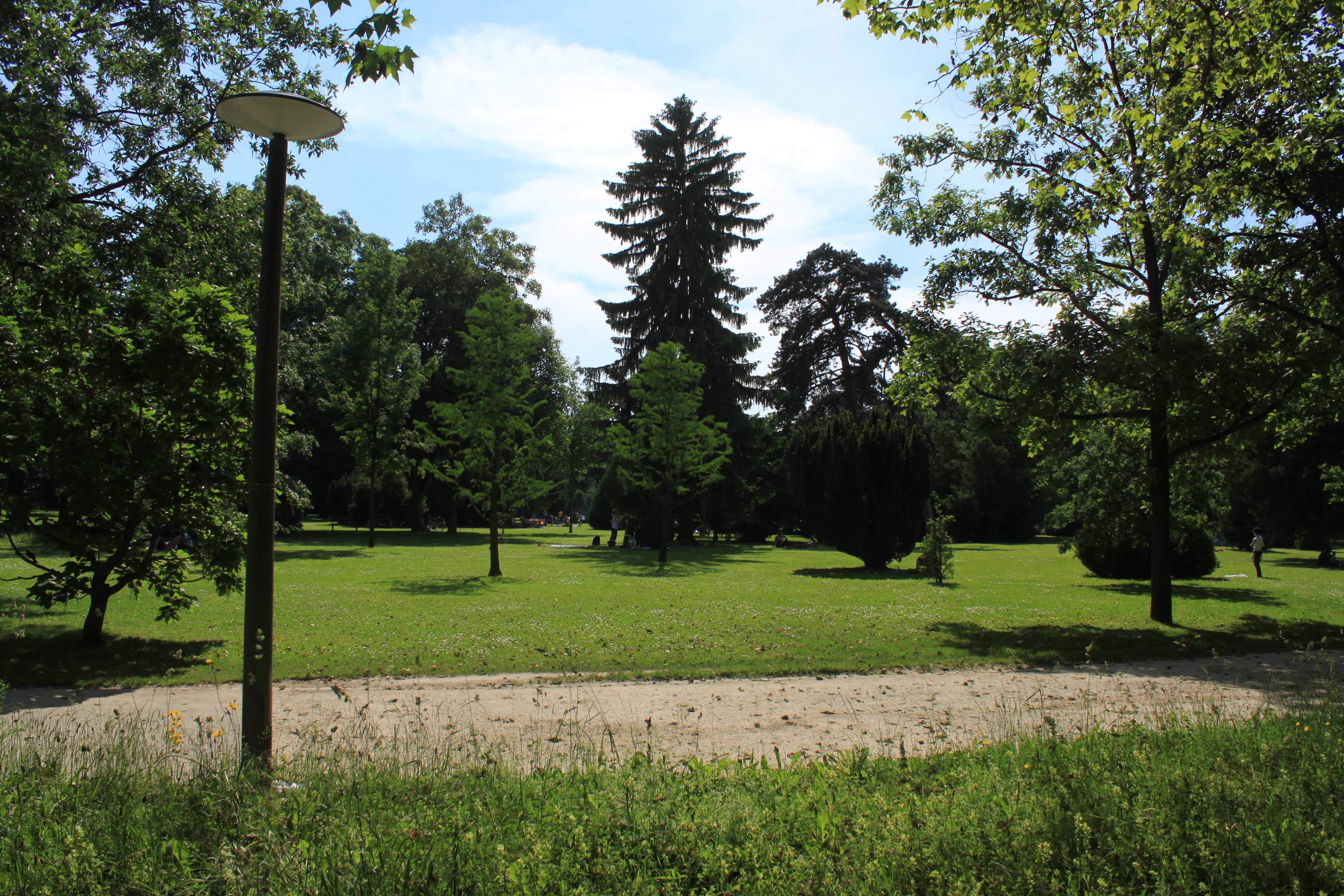
Kannenfeldpark Basel

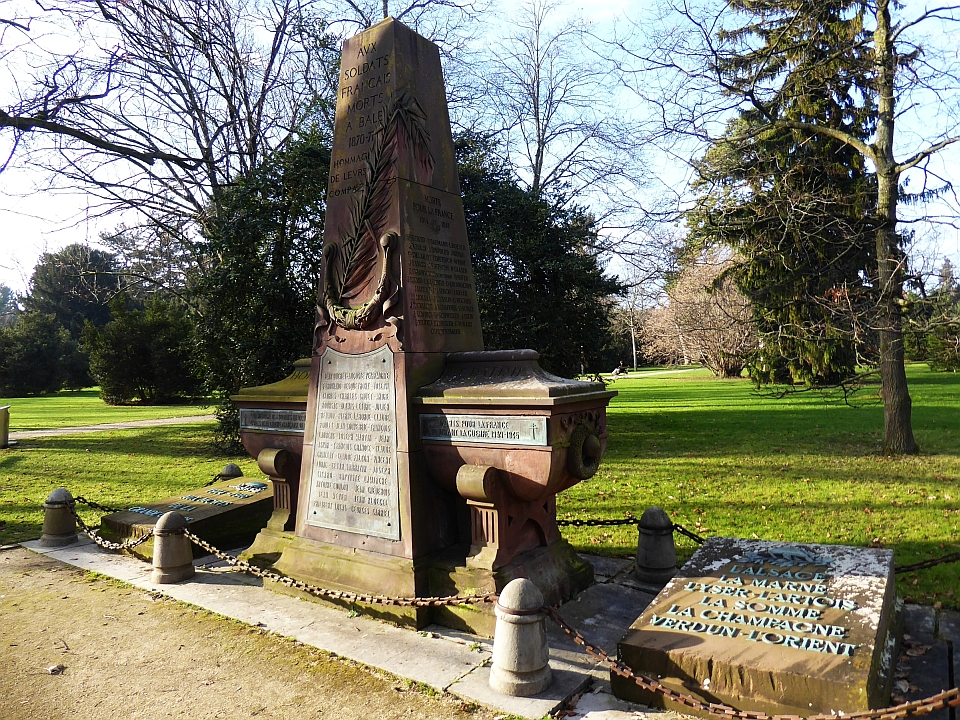
Denkmal „aux soldats français morts à Bâle 1870-71“ im Kannenfeldpark

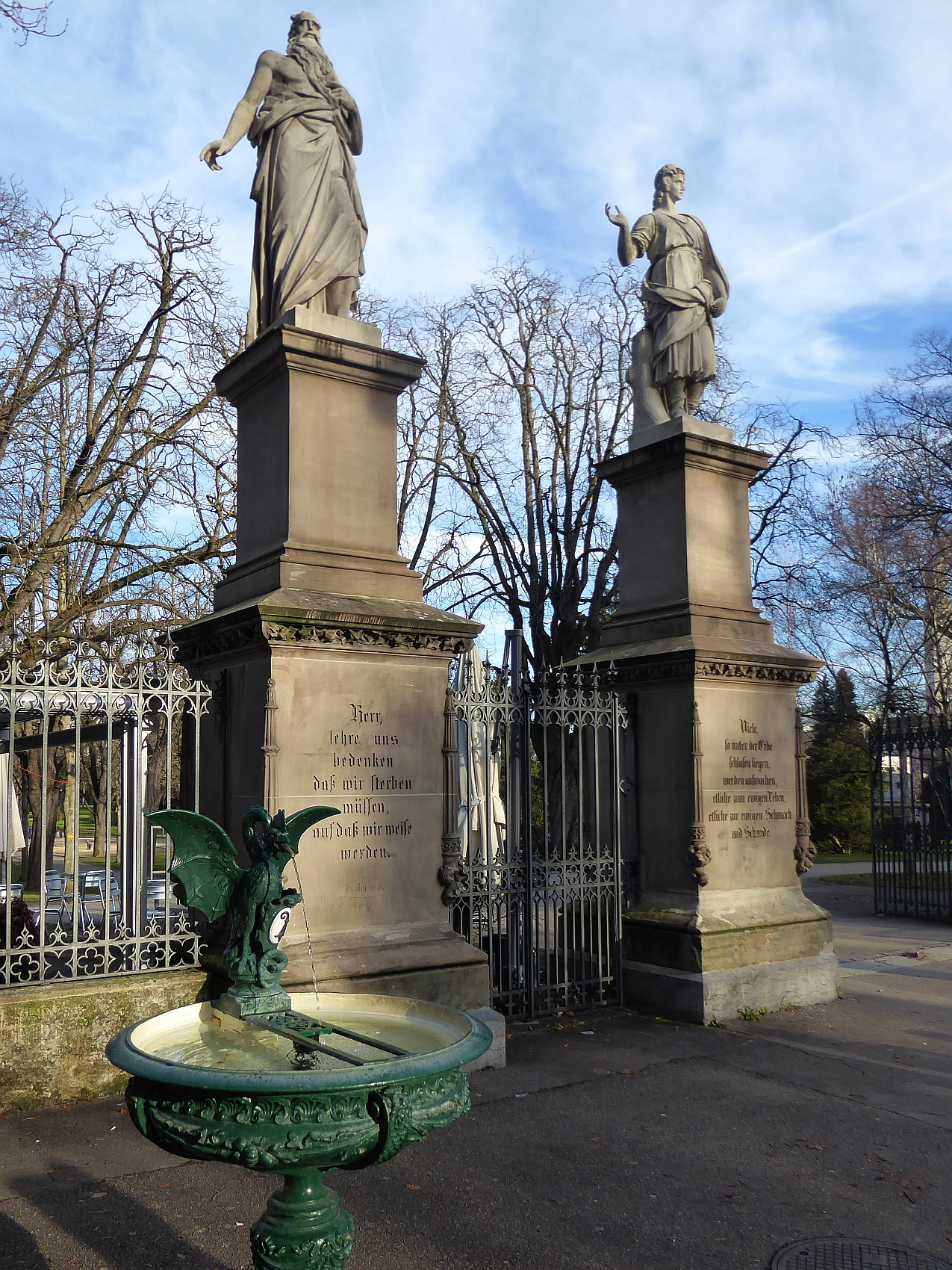
Ein/Ausgang zum Kannenfeldpark

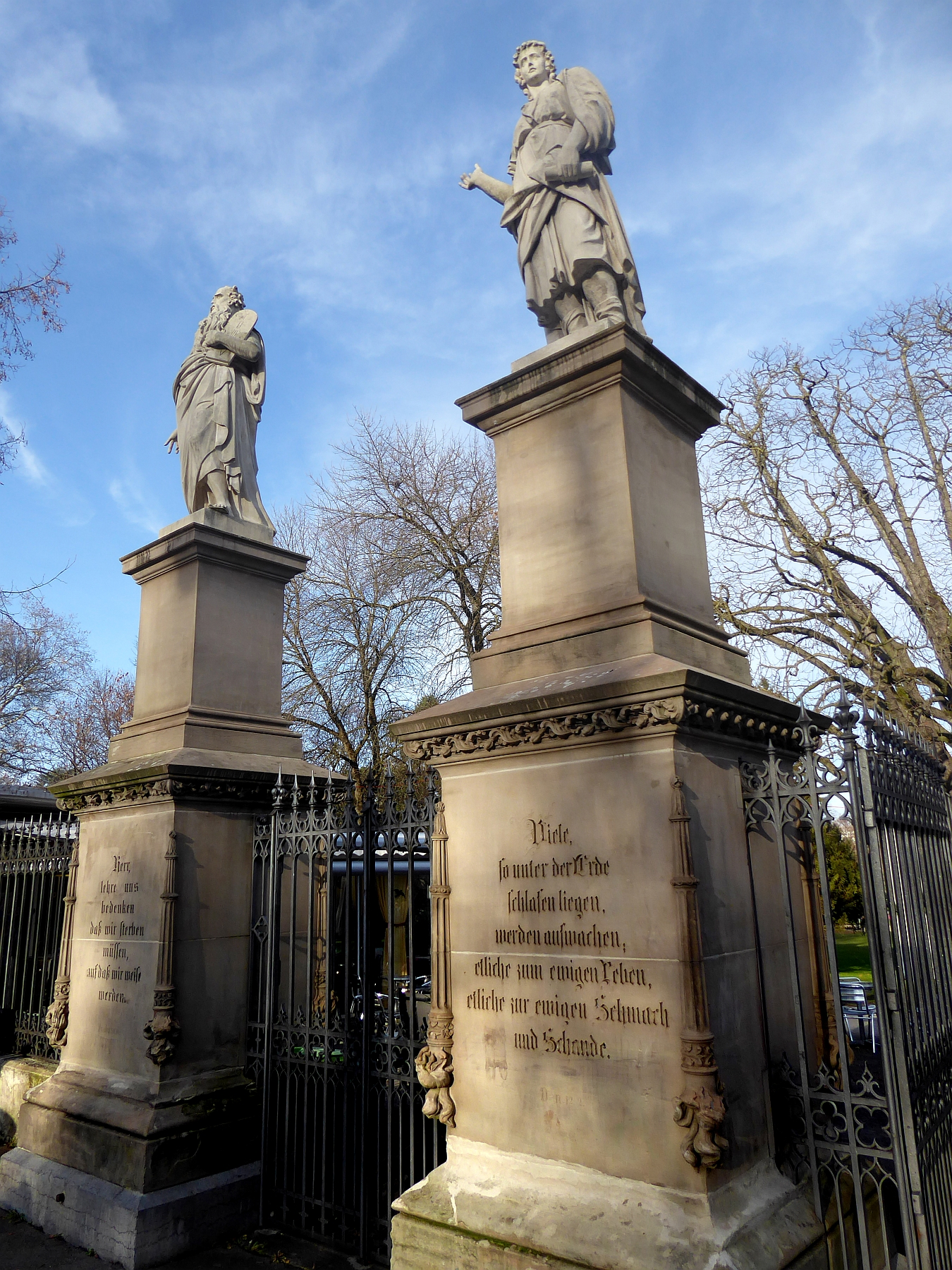
Aus/Eingang des Kannenfeldpark

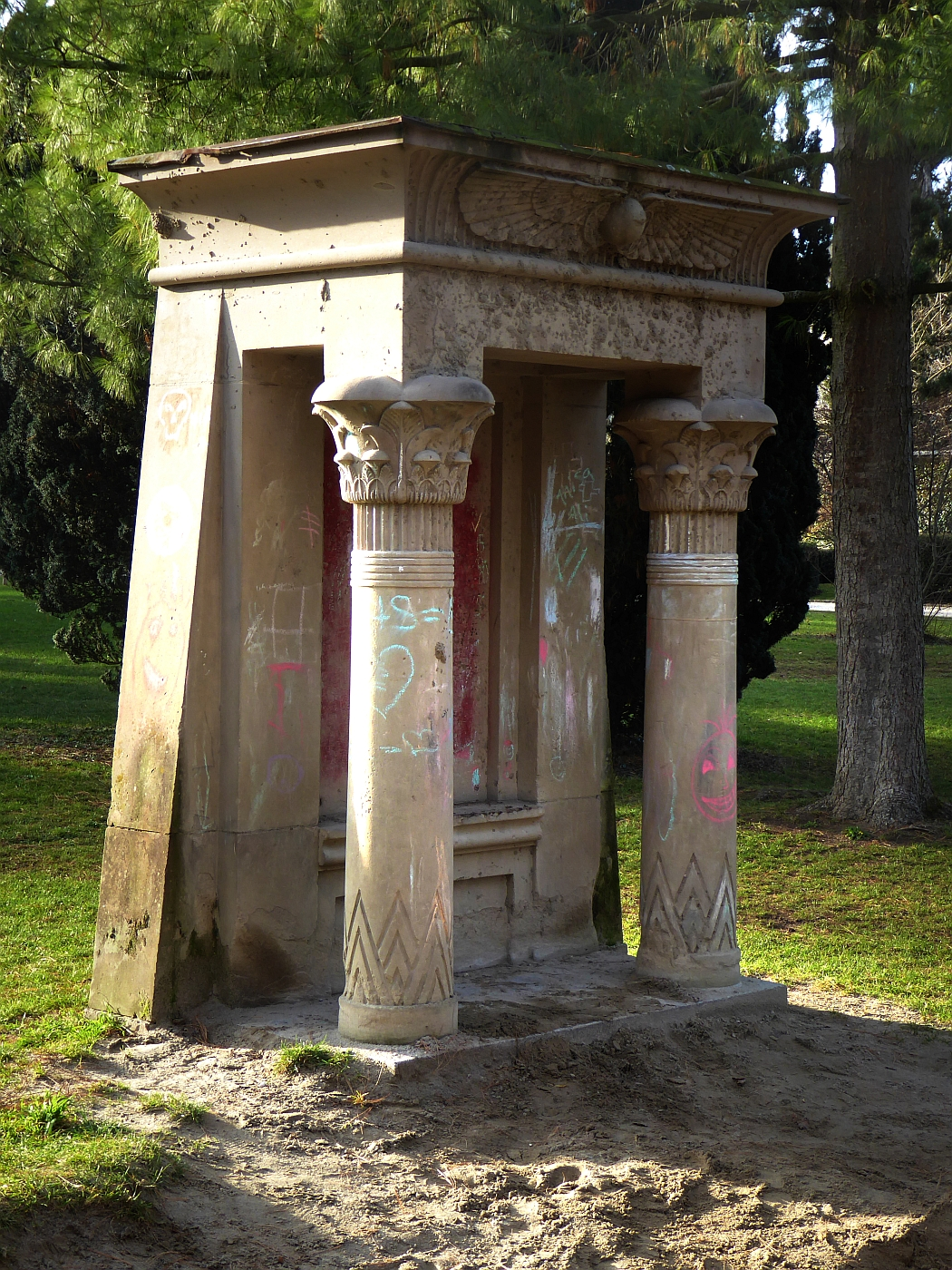
Mausoleum im Kannenfeldpark

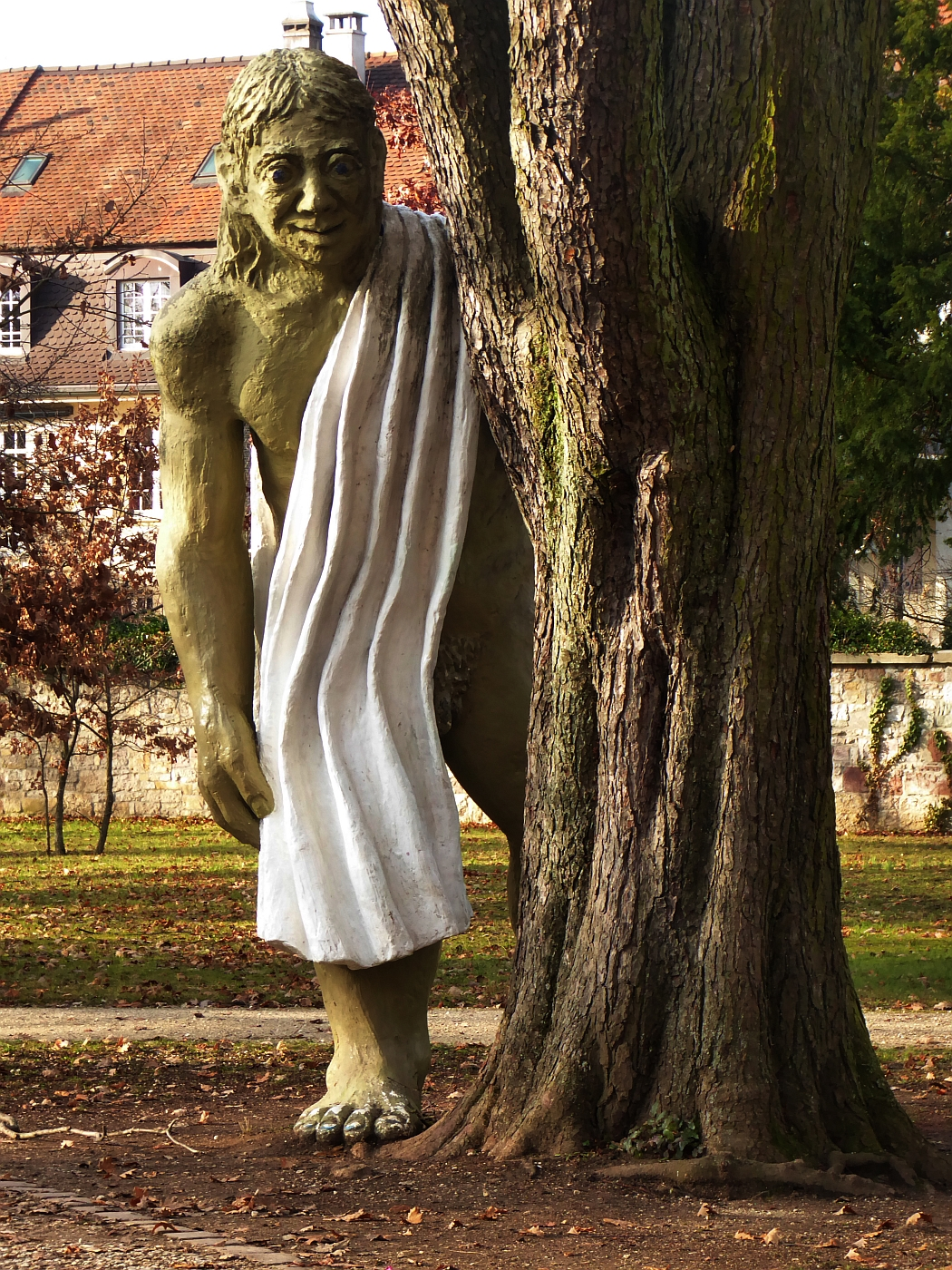
Baum Riese im Kannenfeldpark

Der Kannenfeldpark ist mit 9,1 Hektaren die flächenmässig grösste Parkanlage der Schweizer Stadt Basel; er befindet sich im Stadtteil St. Johann.
Die Parkanlage wurde 1951 angelegt. Zuvor befand sich auf dem namensgebenden «Kannenfeld», das vor der Schleifung der Stadtmauern als Ackerfläche genutzt wurde, ein 1868 errichteter Friedhof. Der sogenannte Gottesacker auf dem Kannenfeld wurde 1912 letztmals erweitert und 1932 geschlossen. Ein Teil der Gräber wurde verlegt, so etwa jenes des Dichterpfarrers Jonas Breitenstein an dessen wichtigsten Wirkungsort Binningen. Vom einstigen Friedhof blieben nebst dem mächtigen Eingangsportal an der Burgfelderstrasse die Einfriedungsmauer, das Gärtnerhaus und einige Denkmäler bestehen.
Im Kannenfeldpark wächst ein chinesischer Parasolbaum, der am 19. November 2016 gepflanzt und als Baum der Poesie getauft wurde. Es gab auf dem Kannenfeldplatz bereits einen am 28. März 1981 gepflanzten Baum der Poesie, der jedoch heute nicht mehr auffindbar ist.
Am davorliegenden Kannenfeldplatz betreiben die Basler Verkehrs-Betriebe (BVB) Haltestellen für die Tramlinie 1 sowie für die Buslinien 31, 36, 38 und 50.
Die Weiterentwicklung des Kannenfeldparks wurde im Jahr 2025 mit dem Schulthess Gartenpreis  ausgezeichnet.